# گریشا نیرمان
گریشا نیرمان (انگلیسی: Grischa Niermann؛ زادهٔ ۳ نوامبر ۱۹۷۵) دوچرخه‌سوار اهل آلمان است.